# Culex alogistus
Culex alogistus är en tvåvingeart som beskrevs av Dyar 1918. Culex alogistus ingår i släktet Culex och familjen stickmyggor. Inga underarter finns listade i Catalogue of Life.